# Elecciones parlamentarias de Marruecos de 1970
Las elecciones parlamentarias de Marruecos tuvieron lugar el 21 de agosto de 1970, luego de la aprobación de reformas constitucionales. Fueron las segundas elecciones del país desde su independencia en 1956, y marcó el fin del estado de emergencia declarado por el Rey Hassan II de Marruecos tras los disturbios de Casablanca del 7 de junio de 1965. Un total de 293 candidatos, todos los cuales eran de sexo masculino, impugnó la elección. El Partido Istiqlal y la Unión Nacional de Fuerzas Populares boicotearon las elecciones, consideradas fraudulentas, aunque algunos candidatos suyos participaron. La victoria fue para 159 candidatos independientes en pro del gobierno. La participación electoral se fijó en 85.03%.

## Resultados
| Partido                             | Elección directa | Elección directa | Elección directa | Elección indirecta | Elección indirecta | Elección indirecta | Total escaños |
| Partido                             | Votos            | %                | Escaños          | Votos              | %                  | Escaños            | Total escaños |
| ----------------------------------- | ---------------- | ---------------- | ---------------- | ------------------ | ------------------ | ------------------ | ------------- |
| Movimiento Popular                  |                  |                  | 21               |                    |                    | 39                 | 60            |
| Partido Istiqlal                    |                  |                  | 4                |                    |                    | 4                  | 8             |
| Partido Constitucional Democrático  |                  |                  | 0                |                    |                    | 2                  | 2             |
| Unión Nacional de Fuerzas Populares |                  |                  | 1                |                    |                    | 0                  | 1             |
| Partido Social Progresista          |                  |                  | 0                |                    |                    | 10                 | 10            |
| Independientes                      |                  |                  | 64               |                    |                    | 95                 | 159           |
| Votos en blanco/anulados            | 54,181           | –                | –                | 299                | –                  | –                  | –             |
| Total                               | 4,160,001        |                  | 90               | 14,075             |                    | 150                | 240           |
| Votantes registrados/participación  | 4,874,598        | 85.3             | –                |                    |                    | –                  | –             |
| Fuente: Nohlen et al.               |                  |                  |                  |                    |                    |                    |               |